# Devious Maids
Devious Maids est une série télévisée américaine en 49 épisodes de 42 minutes, créée par Marc Cherry et diffusée entre le 23 juin 2013 et le 8 août 2016 sur la chaîne Lifetime et en simultané sur la chaîne Lifetime Canada au Canada.
En France, la série est diffusée du 9 février 2014 au 18 décembre 2016 sur Téva, et rediffusée en clair du 21 juin 2014 au 6 janvier 2017 sur M6 et en simultané en Suisse sur M6 Suisse. En Belgique, elle est diffusée depuis le 9 mars 2014 sur RTL-TVI. Elle reste encore inédite au Québec.
Ce feuilleton est une adaptation américaine de la telenova mexicaine Ellas son la Alegría del Hogar, conçue par Gloria Calzada, Juan Meyer et Salvador Rizo.

## Résumé
Marisol, Rosie, Carmen et Zoila sont quatre domestiques d’origine hispanique, travaillant dans un quartier résidentiel très calme de Beverly Hills. Elles sont entourées de luxe et de privilèges, mais on leur rappelle constamment qu'elles ne sont que de simples domestiques. Leur travail consiste à nettoyer les désordres laissés par les rock stars, les milliardaires et les célébrités égocentriques pour qui elles travaillent. Quand leur amie et employée de maison, Flora, est retrouvée sauvagement assassinée, leur quotidien est bouleversé.

## Distribution

### Acteurs principaux
- Ana Ortiz (VF : Véronique Alycia) : Marisol Suarez
- Dania Ramirez (VF : Ethel Houbiers) : Rosie Falta
- Roselyn Sánchez (VF : Laëtitia Lefebvre) : Carmen Luna
- Judy Reyes (VF : Julie Turin) : Zoila Diaz
- Edy Ganem (VF : Jessica Monceau) : Valentina Diaz (saisons 1 et 2, invitée saison 3)
- Susan Lucci (VF : Blanche Ravalec) : Genevieve Delatour
- Rebecca Wisocky (VF : Véronique Borgias) : Evelyn Powell
- Tom Irwin (VF : Pierre-François Pistorio) : Adrian Powell
- Grant Show (VF : Thierry Ragueneau) : Spence Westmore
- Mariana Klaveno (VF : Sandra Valentin) : Peri Westmore (saison 1, invitée saisons 2 à 4)
- Drew Van Acker (VF : Emmanuel Garijo) : Remi Delatour (saisons 1 et 2, invité saison 3)
- Brianna Brown (VF : Sybille Tureau) : Taylor Stappord (saisons 1 et 3, invitée saison 2)
- Brett Cullen (VF : Guy Chapellier) : Michael Stappord (saisons 1 et 3)
- Mark Deklin (VF : Loïc Houdré) : Nicholas Deering (saison 2)
- Joanna P. Adler (VF : Marie Gamory) : Opal Sinclair (saison 2)
- Dominic Adams (VF : Franck Monsigny) : Tony Bishara (saison 2)
- Colin Woodell (VF : Fabrice Fara) : Ethan Sinclair (saison 2)
- Gilles Marini (VF : Thomas Roditi) : Sébastien Dussault (saison 3, invité saison 2)
- Cristián de la Fuente (VF : Philippe Valmont) : Ernesto Falta (saison 3)
- Nathan Owens (VF : Eilias Changuel) : Jesse Morgan (saison 4, récurrent saison 3)
- Sol Rodríguez (VF : Alexia Papineschi) : Daniela Mercado (saison 4)

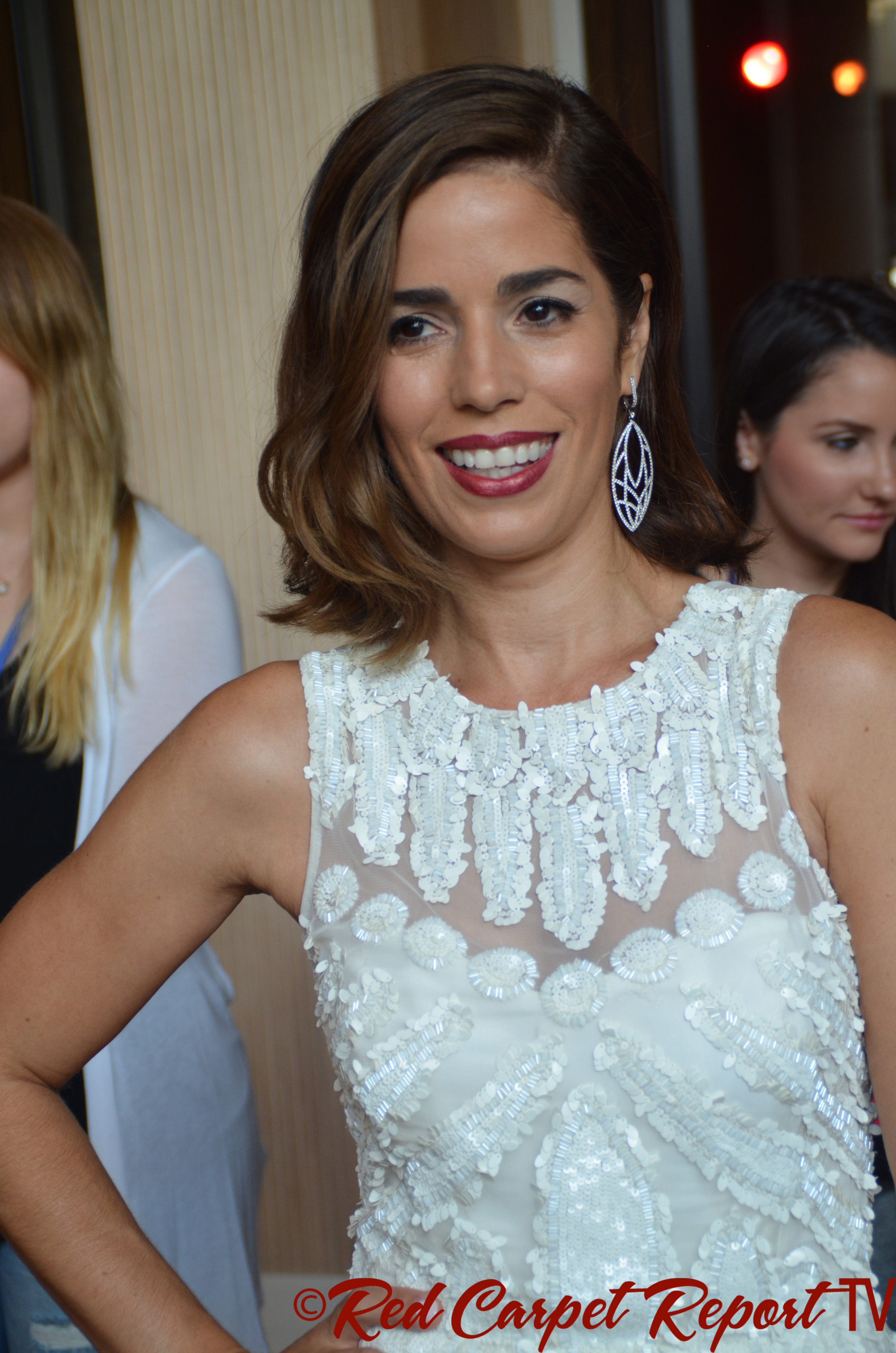
Ana Ortiz interprète Marisol Suarez.
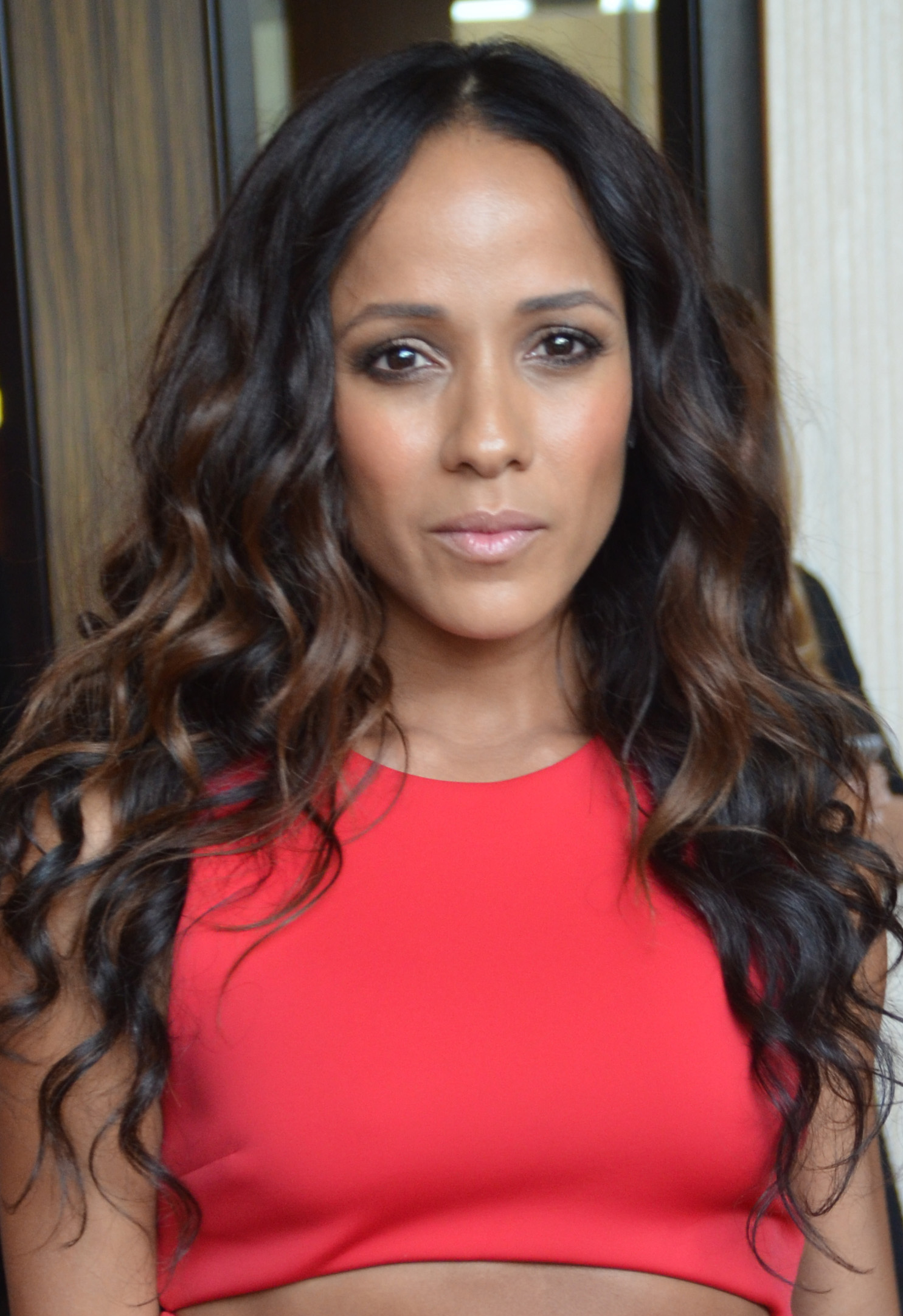
Dania Ramirez interprète Rosie Falta.
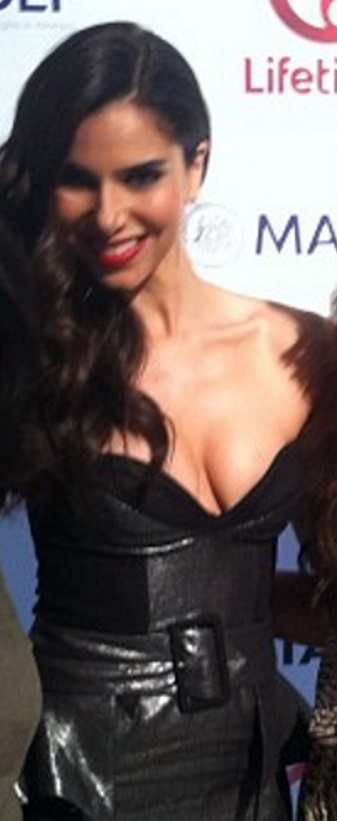
Roselyn Sanchez interprète Carmen Luna.
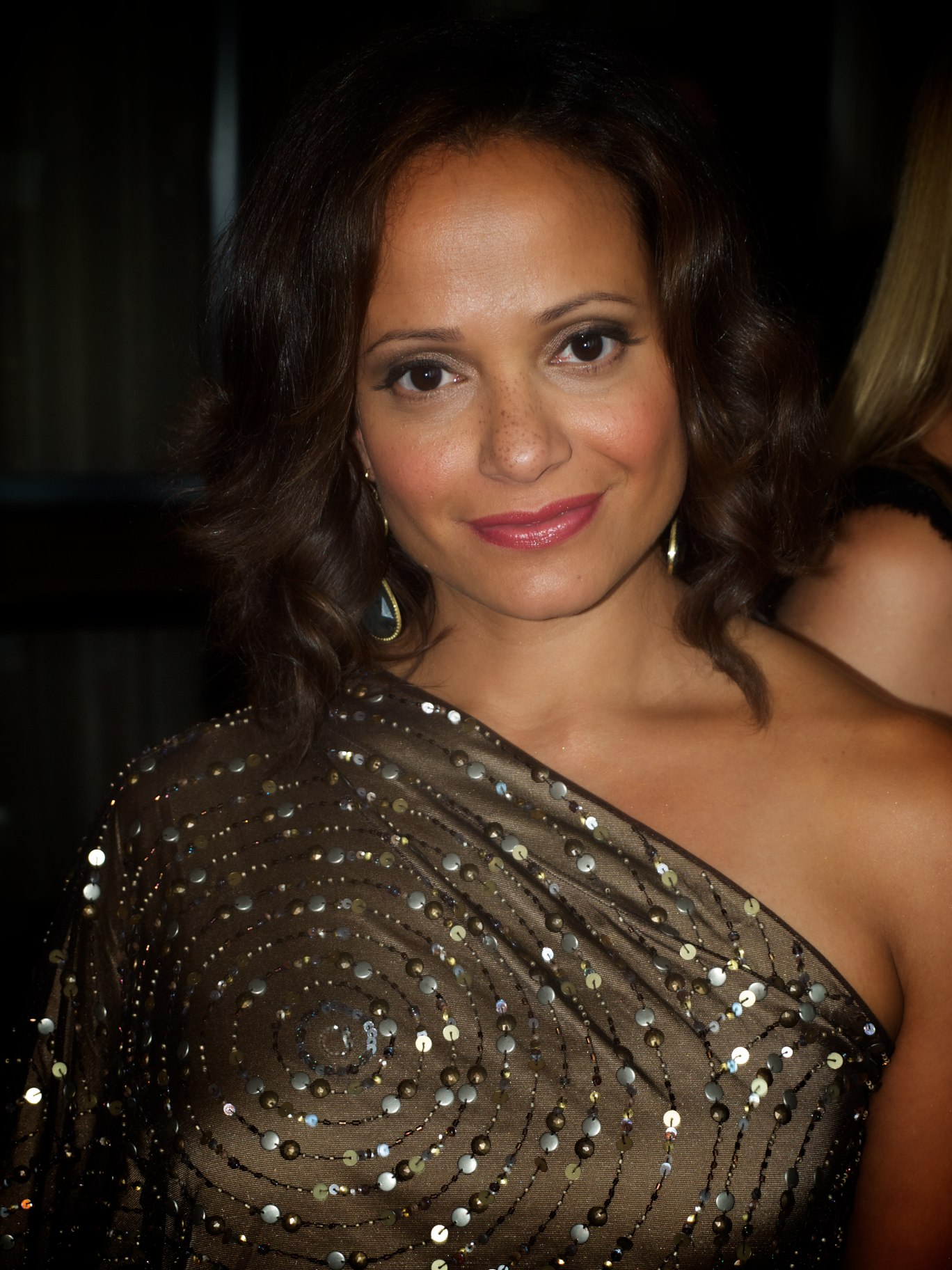
Judy Reyes interprète Zoila Diaz.
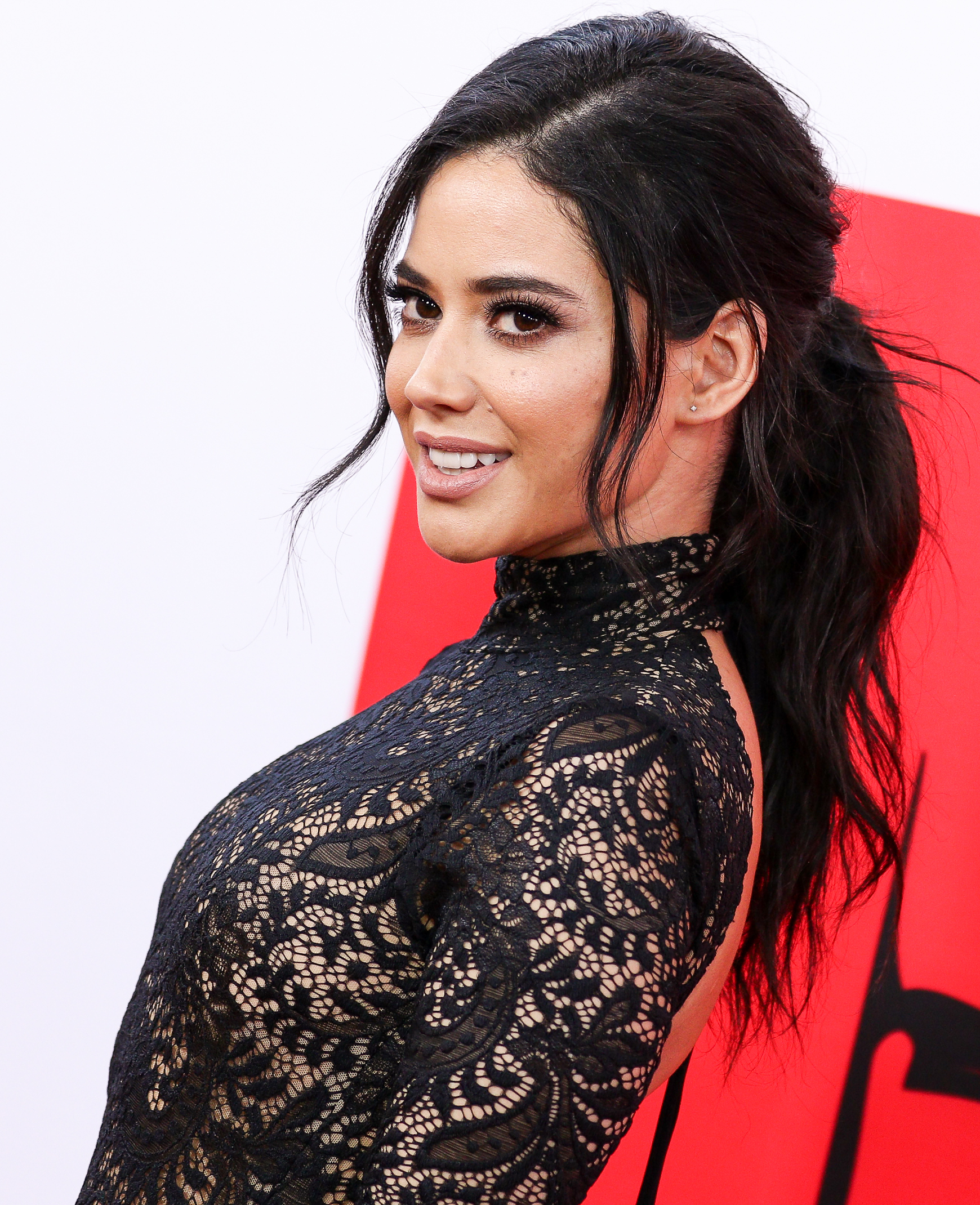
Edy Ganem interprète Valentina Diaz.
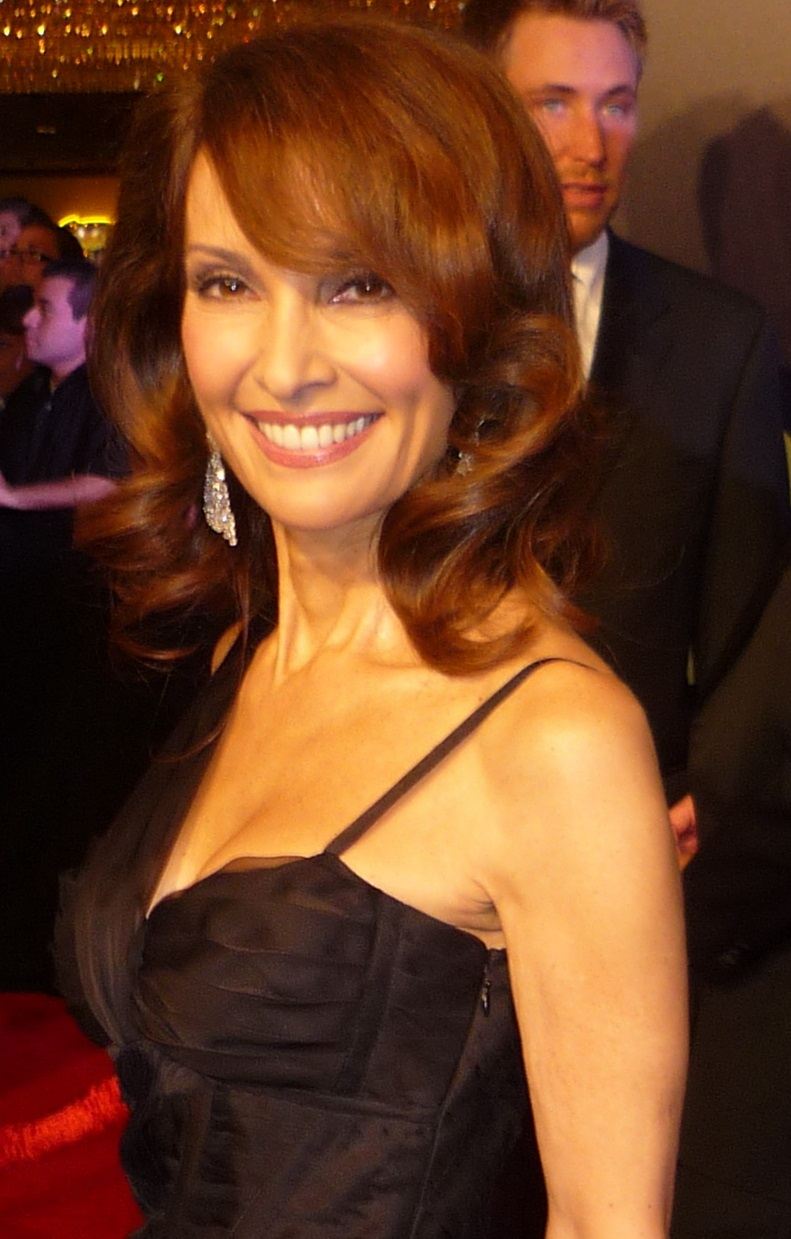
Susan Lucci interprète Genevieve Delatour.
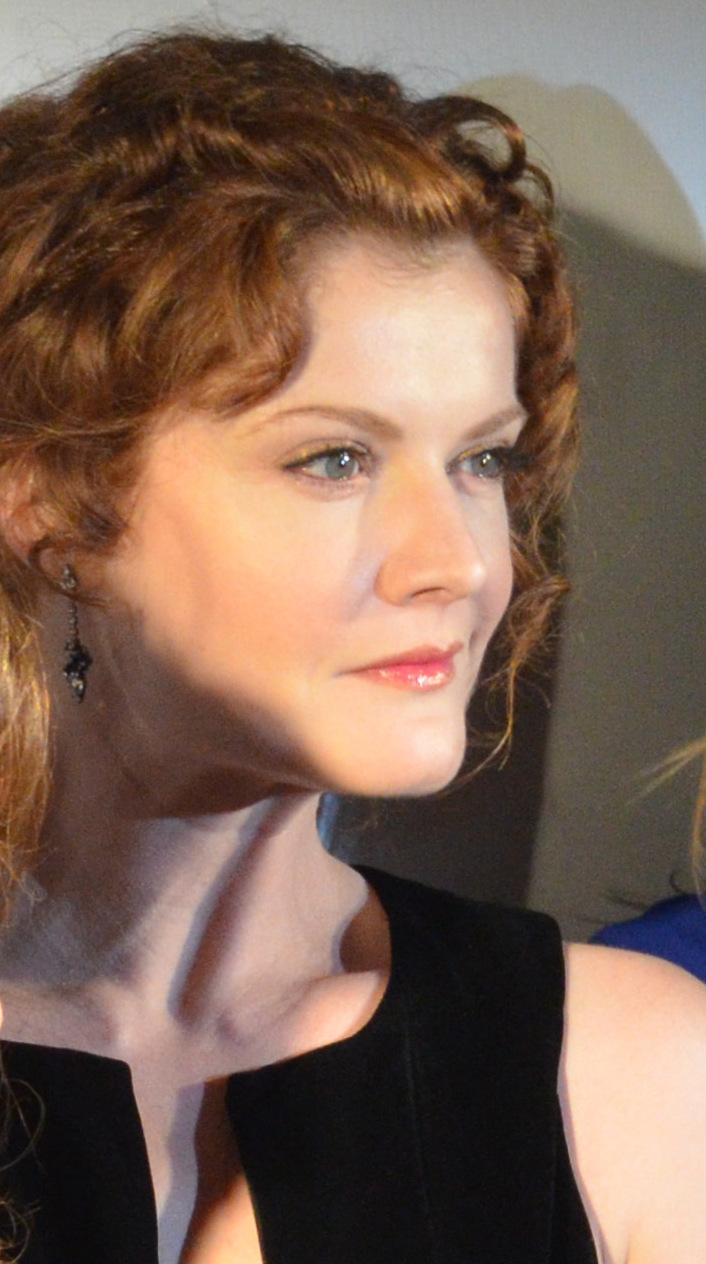
Rebecca Wisocky interprète Evelyn Powell.
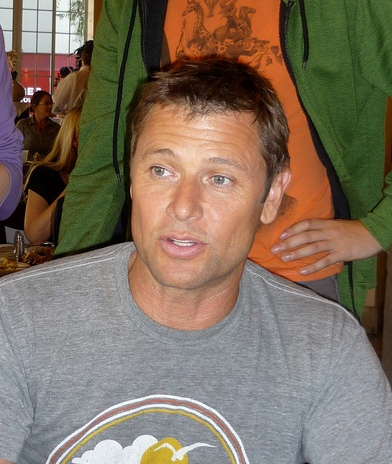
Grant Show interprète Spence Westmore.
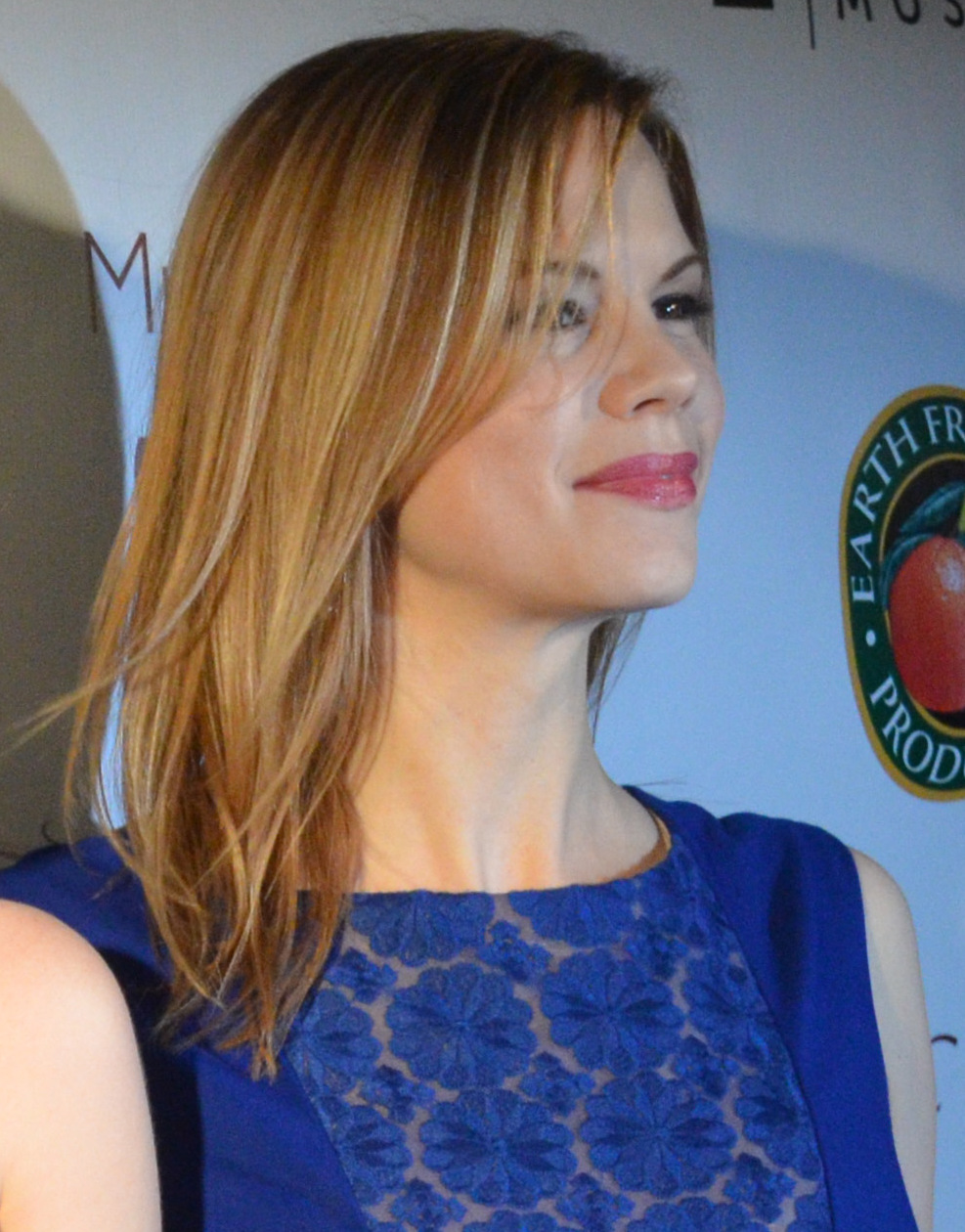
Mariana Klaveno interprète Perry Westmore.
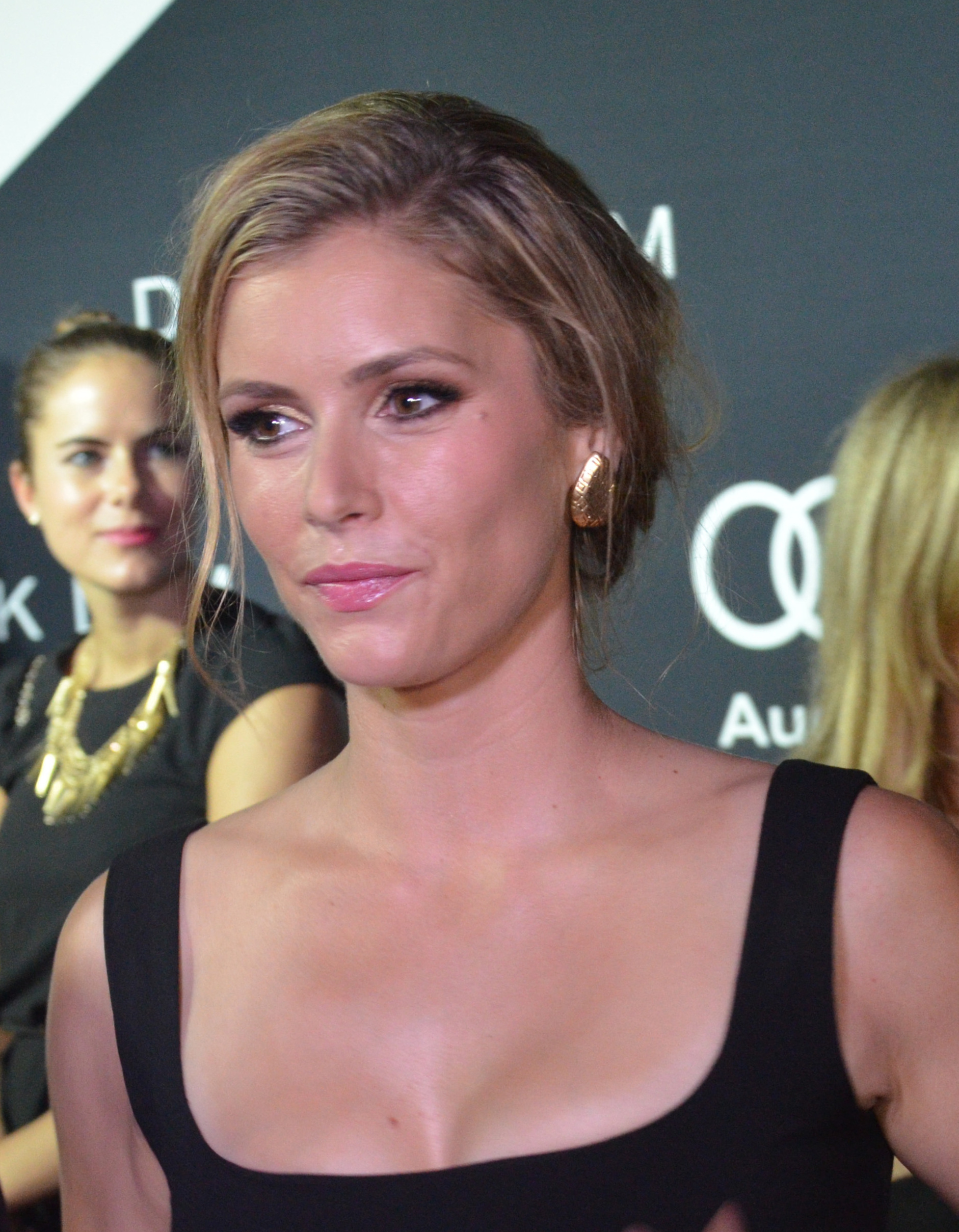
Brianna Brown interprète Taylor Stappord.
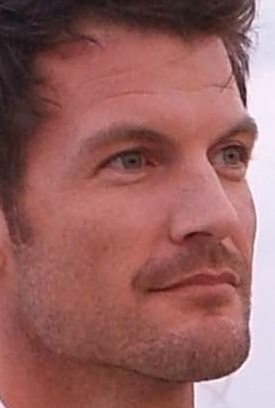
Mark Deklin interprète Nicholas Deering.
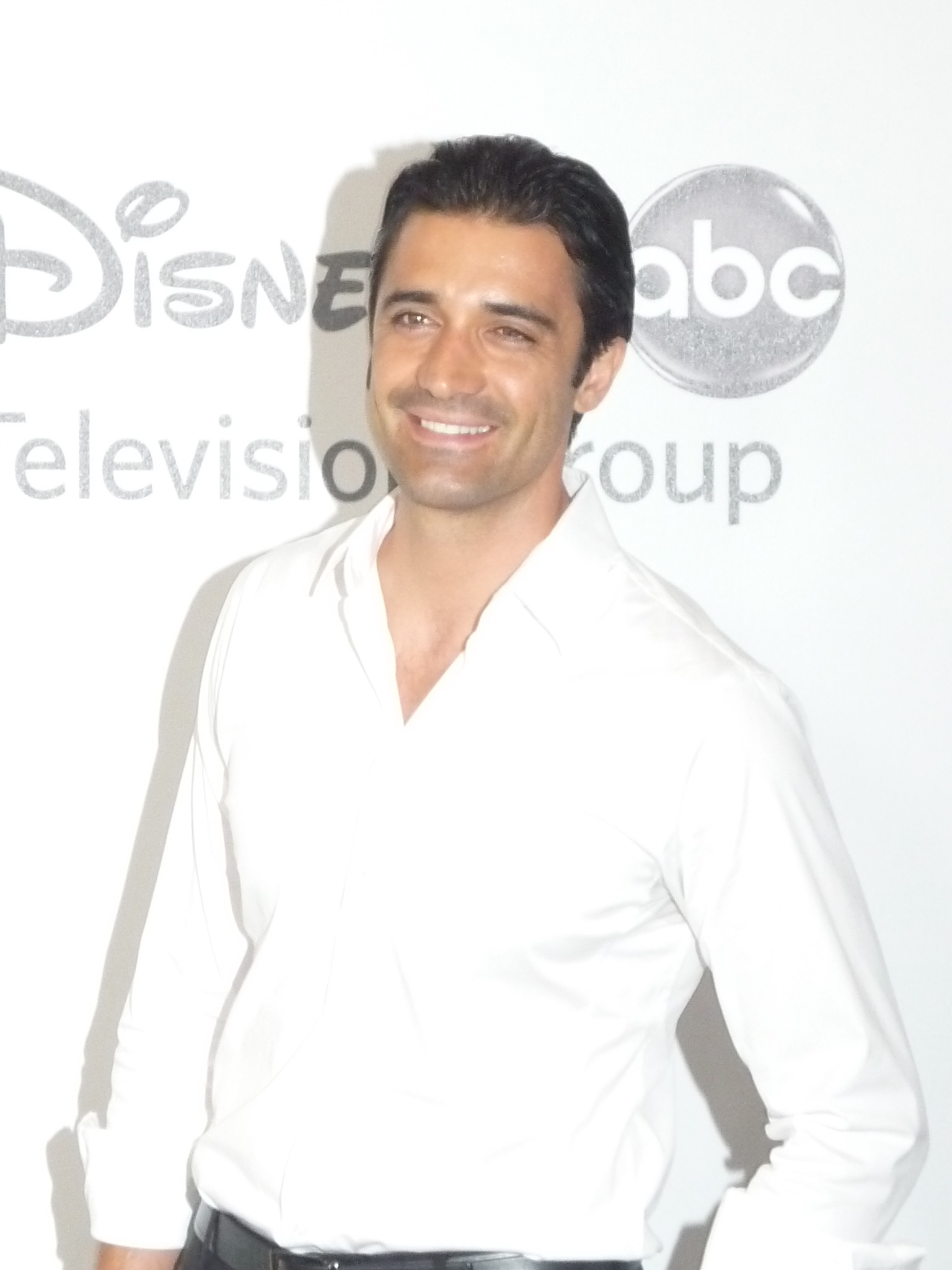
Gilles Marini interprète Sébastien Dussault.
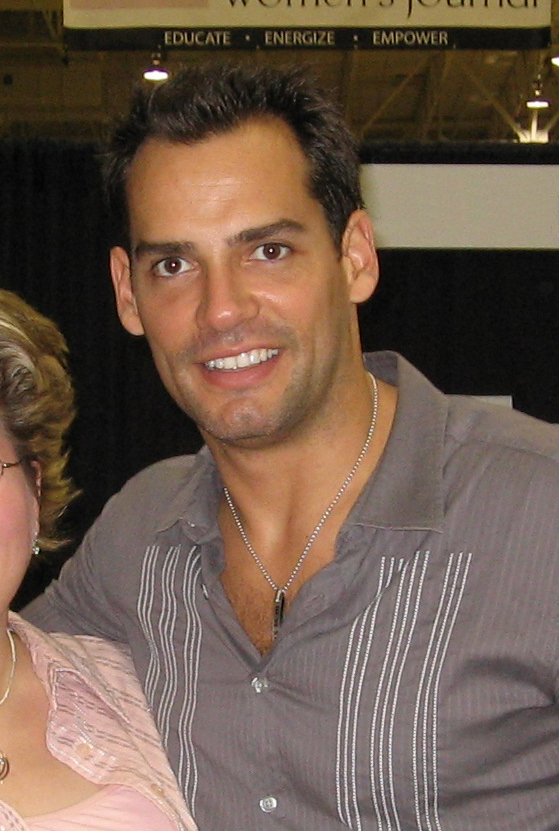
Cristián de la Fuente interprète Ernesto Falta.

### Acteurs récurrents
Introduit dans la saison 1
- Octavio Westwood (saisons 1 et 2) puis Alejandro Vera (saisons 3 et 4) : Miguel Falta
- Alex Fernandez (en) (VF : Jean-François Aupied) : Pablo Diaz (saisons 1 et 2, invité saison 3)
- Melinda Page Hamilton (VF : Brigitte Virtudes) : Odessa Burakov (saisons 1 et 2)
- Wolé Parks : Sam Alexander
- Paula Garcés (VF : Véronique Desmadryl) : Flora Hernandez
- Maria Howell (VF : Laura Zichy) : Ida Hayes
- Valerie Mahaffey (VF : Élisabeth Fargeot) : Olivia Rice (saisons 1 et 3)
- Eddie Hassell (VF : Donald Reignoux) : Eddie Suarez
- Matt Cedeño (VF : Bertrand Liebert) : Alejandro Rubio (saisons 1 et 2)
- Stephen Collins (VF : Jean-Luc Kayser) : Phillipe Delatour

Introduit dans la saison 2
- Susie Abromeit (VF : Claire Baradat) : Dahlia Deering
- Tricia O'Kelley (en) (VF : Rafaèle Moutier) : Tanya Taseltof
- Kimberly Hebert Gregory (en) (VF : Anne Plumet) : Lucinda Miller
- Reggie Austin (en) (VF : Sidney Kotto) : Reggie Miller
- Willie C. Carpenter (en) (VF : Benoît Allemane) : Kenneth Miller
- Gideon Glick (en) (VF : Maxime Baudouin) : Ty McKay
- Tiffany Hines (VF : Fily Keita) : Didi Miller
- Ivan Hernandez (VF : Mathieu Buscatto) : Javier Mendoza (saisons 2 et 3)

Introduit dans la saison 3
- Naya Rivera (VF : Valérie Nosrée) : Blanca Alvarez
- Julie Claire (en) (VF : Rafaèle Moutier) : Gail Fleming (saisons 3 et 4)
- Alec Mapa (VF : Yann Le Madic) : Jerry
- John O’Hurley (en) (VF : Michel Prud'homme) : Dr Christopher Neff
- Michelle Hurd (VF : Laurence Charpentier) : Jacklyn Dussault
- Grecia Merino : Katy Stappord / Violeta

Introduit dans la saison 4
- James Denton (VF : Arnaud Arbessier) : Peter Hudson
- Ryan McPartlin (VF : Stéphane Pouplard) : Kyle
- Carlos Ponce (VF : Sylvain Agaësse) : Ben Pacheco
- Christopher Hanke (en) (VF : Jérôme Berthoud) : Fabian
- Katherine LaNasa (VF : Laurence Dourlens) : Shannon Greene
- Stephanie Faracy (en) (VF : Françoise Pavy) : Frances
- Sean Blakemore (en) (VF : Frantz Confiac) : Révérend James Hamilton
- Kate Beahan (VF : Pauline Moingeon Vallès) : Fiona Gladhart
- Sam McMurray (VF : Patrick Préjean) : Hugh Metzger
- Owen Harn (VF : Bruno Magne) : Stewart Permann / « Tête de tueur »

### Invités
- Andrea Parker (VF : Françoise Rigal) : Brenda Coulfax (saison 1, épisode 1)
- Carlos Leal (VF : Marc Saez) : Benny Soto (saison 1, épisodes 3 et 4)
- Richard Burgi (VF : Bernard Lanneau) : Henri (saison 1, épisode 4)
- Kirsten Prout (VF : Marie-Eugénie Maréchal) : Allison (saison 1, épisode 5)
- Dakin Matthews : Alfred Pettigrove (saison 1, épisodes 8 et 9)
- Larry Miller : Frank (saison 1, épisode 11)
- Nicole Sullivan (VF : Barbara Delsol) : Molly (saison 2, épisode 9)
- June Squibb (VF : Évelyne Grandjean) : Velma Mudge (saison 2, épisodes 9 et 10)
- Amy Pietz (VF : Véronique Picciotto) : Susie (saison 3, épisode 12)
- Eva Longoria (VF : Odile Schmitt) : elle-même (saison 4, épisode 1)
- Elizabeth Rodriguez (VF : Dorothée Pousséo) : Josefina Mercado (saison 4, épisodes 4 et 5)
- Sharon Lawrence (VF : Céline Monsarrat) : Lori (saison 4, épisode 10)

Version française réalisée par la société Dubbing Brothers,,, sous la direction artistique de Patricia Legrand et une adaptation des dialogues de Ghislaine Gozès,,
 Source et légende : version française (VF) sur RS Doublage, Allodoublage et Doublage Séries Database

## Production

### Développement

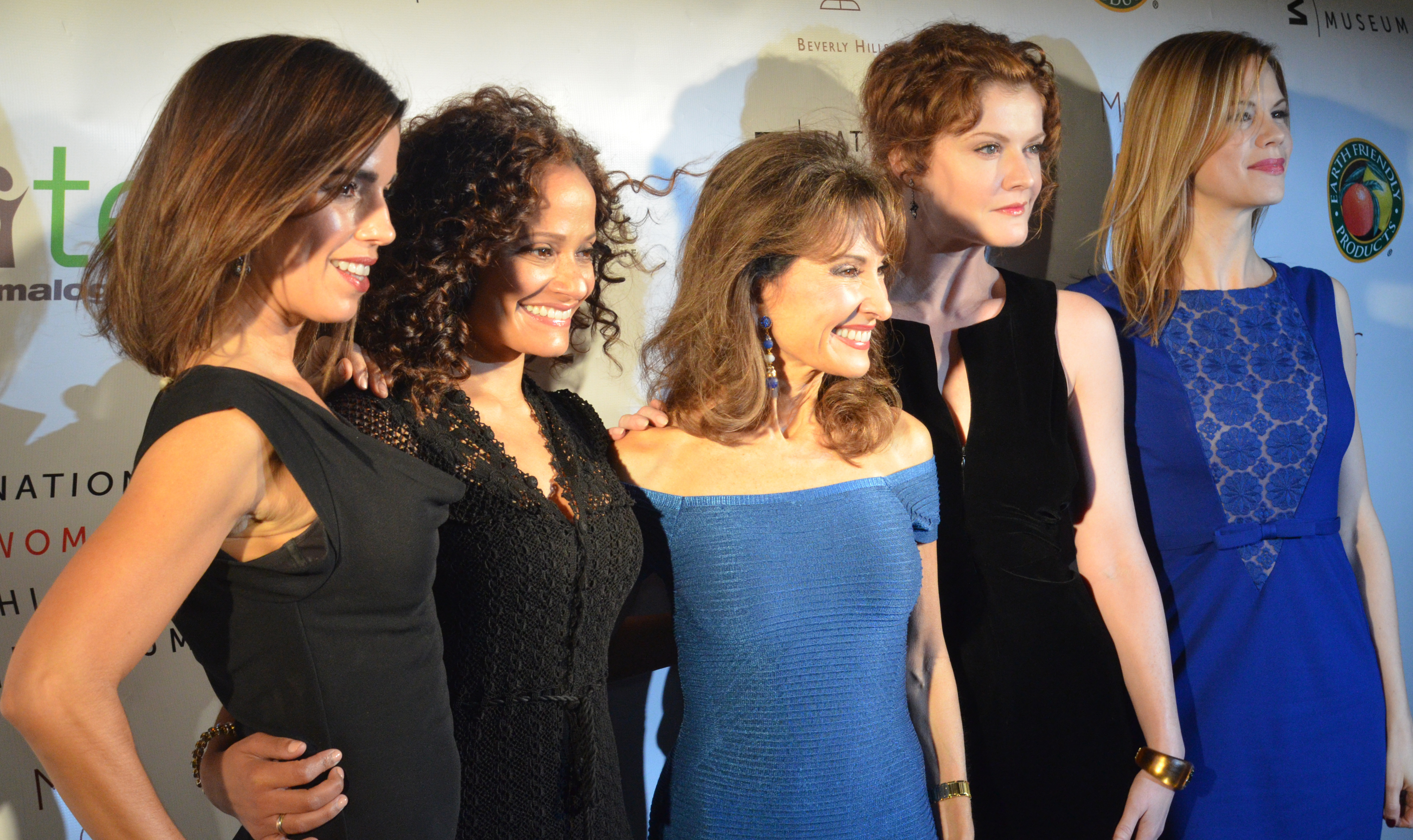
Les actrices de Devious Maids en 2013.

Le projet a été conçu en octobre 2011 pour le réseau ABC, basé sur la série télévisée mexicaine Ellas son la Alegría del Hogar.
Le 31 janvier 2012, ABC a commandé le pilote.
Le 15 mai 2012, lors de la présentation de la grille des programmes 2012-2013 du réseau ABC, la série n'a pas été retenue. Cependant, Marc Cherry ne laisse pas tomber le projet et le présente à la chaîne féminine Lifetime le 30 mai 2012.
Le 22 juin 2012, la série est officiellement commandée par Lifetime pour une diffusion prévue en 2013.
Le 1er septembre 2016, la chaîne annonce l'annulation de la série à la suite de la baisse d’audience subie lors de la diffusion de la quatrième saison.

### Casting
Les rôles ont été attribués dans cet ordre : Dania Ramirez, Ana Ortiz, Rebecca Wisocky, Roselyn Sánchez et Angélique Cabral, Judy Reyes, Edy Ganem, Brianna Brown, Drew Van Acker et Brett Cullen, Susan Lucci, Grant Show et Mariana Klaveno, Amir Talai et Tom Irwin.
Après la commande de la série par Lifetime, le rôle d'Angelique Cabral a été supprimé, puis des rôles principaux et récurrents ont été attribués : Wolé Parks, Melinda Page Hamilton et Matt Cedeño.
En décembre 2013, Dominic Adams et Joanna P. Adler rejoignent la distribution principale pour la deuxième saison.
Pour la troisième saison, Gilles Marini rejoint le casting en tant que membre régulier dans le rôle de Sébastien. Brianna Brown reprend également son rôle récurrent de Taylor Stappord. Naya Rivera rejoint le casting dans le rôle de Blanca, une nouvelle domestique à Beverly Hills qui semble venir d'une famille parfaite mais qui apprend un secret qui lui change la vie, et Nathan Owens dans celui d'un jeune vétéran qui retourne à la vie civile. Cristián de la Fuente rejoint également le casting dans le rôle régulier de Ernesto Falta, le mari de Rosie présumé mort. Alec Mapa rejoint aussi la série pour la troisième saison dans le rôle régulier de Jerry, il a confirmé cette information dans un tweet où il a posté une photo du logo de la série avec le message : « Papa a trouvé un boulot ».

### Tournage
Le tournage a débuté à Los Angeles, en Californie, aux États-Unis. Durant la première saison, le lieu de tournage a été modifié et s'effectue désormais à Atlanta, en Géorgie.
La maison des Stappord se trouve au 818 N Roxbury Dr, Beverly Hills, CA 90210.
La maison de Genevieve Delatour se trouve au 4455 Harris Trail Northwest, Atlanta, Géorgie.
La maison des Powell se trouve au 490 West Paces Ferry, Atlanta, Géorgie.

### Fiche technique
- Titre original et français : Devious Maids
- Réalisation : Paul McGuigan (pilote), Rob Bailey, Tawnia McKiernan, John Scott, Larry Shaw, David Warren, Tara Nicole Weyr
- Scénario : Marc Cherry (26 épisodes), Gloria Calzada (13 épisodes), Anahí López (13 épisodes), Juan Meyer (13 épisodes), Alonso Ramos (13 épisodes), Carolina Rivera (13 épisodes), Salvador Rizo (13 épisodes), Gloria Calderon Kellett (2 épisodes), Victor Levin (2 épisodes), Tanya Saracho (2 épisodes), Brian Tanen (2 épisodes)
- Direction artistique : Cameron Beasley, Doug Kraner et Stephen Storer
- Décors : Maria Nay
- Costumes : Roemehl Hawkins
- Photographie : William Wages
- Montage : Philip Carr Neel et Janet Weinberg
- Musique : Edward Shearmur
- Casting : Scott Genkinger et Junie Lowry-Johnson
- Production : Brian Tanen ; Gloria Calderon Kellett (superviseur) ; Justin Lillehei (associé) ; Sabrina Wind, Larry Shuman, David Lonner, John Mass, Michael Garcia et Eva Longoria[39] (production exécutive)
- Sociétés de production : ABC Studios, Cherry/Wind Productions et Televisa Internacional
- Sociétés de distribution : Lifetime Television et Lifetime
- Pays d'origine :  États-Unis
- Langue : anglais
- Format : couleur - 35 mm - 1,78:1 - son stéréo
- Genre : Comédie dramatique
- Durée : 42 minutes

 Sauf indication contraire, les informations mentionnées dans cette section peuvent être confirmées par la base de données cinématographiques IMDb,  présente dans la section « Liens externes ».

## Épisodes
| Saison | Saison | Nombre d'épisodes | Jour et heure de diffusion | Diffusion originale sur Lifetime | Diffusion originale sur Lifetime | Année |
| Saison | Saison | Nombre d'épisodes | Jour et heure de diffusion | Début de saison                  | Fin de saison                    | Année |
| ------ | ------ | ----------------- | -------------------------- | -------------------------------- | -------------------------------- | ----- |
|        | 1      | 13                | Dimanche 22 h              | 23 juin 2013                     | 22 septembre 2013                | 2013  |
|        | 2      | 13                | Dimanche 22 h              | 20 avril 2014                    | 13 juillet 2014                  | 2014  |
|        | 3      | 13                | Lundi 21 h                 | 1er juin 2015                    | 24 août 2015                     | 2015  |
|        | 4      | 10                | Lundi 21 h                 | 6 juin 2016                      | 8 août 2016                      | 2016  |

### Première saison (2013)
1. Bonnes à tout faire (Pilot)
2. Dresser la table (Setting the Table)
3. Nettoyer derrière soi (Wiping Away the Past)
4. Comme on fait son lit… (Making Your Bed)
5. Le Cadeau d'anniversaire (Taking Out the Trash)
6. Les Fruits de la passion (Walking the Dog)
7. Sous couverture (Taking a Message)
8. L'amour n'a pas d'âge (Minding the Baby)
9. Proposition indécente (Scrambling the Eggs)
10. Une question d'honneur (Hanging the Drapes)
11. Le Bon Vieux Temps (Cleaning Out the Closet)
12. Les Mains sales, 1re partie (Getting Out the Blood)
13. Les Mains sales, 2e partie (Totally Clean)

### Deuxième saison (2014)
Le 13 août 2013, la série a été renouvelée pour une deuxième saison de treize épisodes diffusée du 20 avril 2014 au 13 juillet 2014.
1. Un mari idéal (An Ideal Husband)
2. Le Monde selon Zoila (The Dark at the Top of the Stairs)
3. Liaisons dangereuses (Dangerous Liaisons)
4. Les Crimes du cœur (Crimes of the Heart)
5. Un homme de trop (The Bad Seed)
6. Le Tiroir aux secrets (Private Lives)
7. Scènes de ménage (Betrayal)
8. Sexe, Mensonges et Vidéos (Night, Mother)
9. Visite surprise (The Visit)
10. Voyage au bout de la nuit (Long Day's Journey Into Night)
11. Le Pacte (You Can't Take it With You)
12. En quête de preuves (Proof)
13. Pour le meilleur et pour le pire (Look Back in Anger)

### Troisième saison (2015)
Le 26 septembre 2014, la série a été renouvelée pour une troisième saison de treize épisodes diffusée du 1er juin 2015 au 24 août 2015.
1. Une belle jambe (Awakenings)
2. La Cravache infatigable (From Here to Eternity)
3. La Nuit des morts-vivants (The Awful Truth)
4. Un coup de main (Since You Went Away)
5. L'Explosion d'orchidées (The Talk of the Town)
6. De l'électricité dans l'air (She Done Him Wrong)
7. Star system (The Turning Point)
8. Têtes brûlées (Cries and Whispers)
9. My tailor is rich (Bad Girl)
10. Effet boomerang (Whiplash)
11. Bobo le clown (Terms of Endearment)
12. Bas les masques (Suspicion)
13. Anatomie d'un meurtre (Anatomy of a Murder)

### Quatrième saison (2016)
Le 24 septembre 2015, la série a été renouvelée pour une quatrième saison de dix épisodes diffusée du 6 juin 2016 au 8 août 2016.
1. Linge sale en famille (Once More Unto the Bleach)
2. Triangle amoureux (Another One Wipes the Dust)
3. Persona non grata (War and Grease)
4. Blind date (Sweeping with the Enemy)
5. Le Cercle (A Time to Spill)
6. La Bonne, la brute et le truand (The Maid Who Knew Too Much)
7. Un seul être vous manque... (Blood, Sweat, and Smears)
8. Une tempête au paradis (I Saw the Shine)
9. Mariage impromptu (Much Ado About Buffing)
10. Le Temps des aveux (Grime and Punishment)

## Univers de la série

### Les personnages

#### Les domestiques
Marisol Suarez
Marisol est la nouvelle domestique des Stappord. Elle est embauchée peu après le drame chez les Powell. Elle est déterminée et a un caractère bien trempé. Au fur et à mesure des épisodes, on se rend compte qu'elle est en réalité professeur de littérature à l'université et qu'elle est la mère d'Eddie. Afin d'enquêter sur le meurtre de Flora, elle va s'intégrer dans le groupe des 3 autres domestiques du quartier et devenir amie avec elles. Elle n'hésite pas à se servir des autres pour parvenir à ses fins et innocenter son fils. Elle travaille de concert avec l'avocate d'Eddie, et par la suite avec l'aide de Rosie. Elle réussit ensuite à se faire embaucher chez les Powell ce qui l'aidera fortement pour découvrir la vérité. Elle est très proche de Taylor Stappord, sa patronne mais aussi son amie. Dans la saison 2, Marisol est mariée à Nicholas Deering, un homme mystérieux et riche. Au fil de la saison elle apprend que sa femme a été tuée par Opal Sinclair, et qu'il a tué accidentellement le fils des Powell. Elle écrit un livre à propos des domestiques hispaniques qui rencontre un énorme succès à Beverly Hills, puis monte sa propre entreprise.
Rosie Falta
Rosie est une jeune domestique au service des Westmore, un couple d'acteurs. Elle a un fils, Miguel, qu'elle a dû laisser dans sa ville natale du Mexique avec sa mère et qu'elle essaie désespérément de ramener aux États-Unis. Elle est amie avec Flora, Carmen, Zoila et par la suite Marisol. Elle est chrétienne et très croyante. Elle s'occupe principalement de Tucker Westmore, le fils de ses patrons, un adorable bébé de deux ans. Elle a énormément de respect pour Spence, son patron, qu'elle qualifie comme étant un homme bon. En revanche, elle est souvent en froid avec Peri Westmore, la femme de Spence, qui la traite souvent irrespectueusement et de façon inappropriée. Lorsque Rosie découvre que Peri trompe son mari, elle désapprouve et menace sa patronne. S'ensuivront plusieurs disputes, concernant l'avocat spécialisé pour Miguel, l'infidélité de Peri... Rosie aura une liaison brève avec Spence qui se terminera lorsque Peri lui ramènera son fils du Mexique. Rosie est la première à découvrir la véritable identité de Marisol. Prise au début d'une colère noire, elle finira par prendre son parti et l'aider dans son enquête. À la fin de la première saison, Rosie est arrêtée. On peut penser que c'est la vengeance de Peri Westmore, cette dernière ayant fini par apprendre la liaison qu'entretenaient Rosie et Spence. Dans la saison 2, Rosie travaille pour une famille déchirée afro-américaine, dans laquelle son avocat lui fait du chantage. Elle réussit à être citoyenne américaine grâce à Spence qui se marie avec elle. Cependant pendant la cérémonie, elle se fait tirer dessus et tombe dans le coma. Dans la saison suivante, on apprend qu'elle a passé quatre mois dans le coma et fini par reconstruire sa vie avec Spence Westmore, jusqu'à l'arrivée d'Ernesto, son mari passé pour mort au Mexique...
Carmen Luna
Carmen est une jeune domestique portoricaine très sûre d'elle, qui veut percer dans la musique. Elle arrive à se faire embaucher chez Alejandro Rubio, un artiste très influent, en espérant qu'il pourra l'aider dans sa carrière de chanteuse. Au fil du temps, on se rend compte qu'elle est mariée à un homme,Oscar, qui a toujours essayé de briser ses rêves de carrière. C'est pour cette raison qu'elle repousse tous les hommes dans sa vie, y compris Sam, le majordome d'Alejandro, qui a un faible pour elle. Elle a une relation assez conflictuelle avec Odessa, sa supérieure, mais l'épaulera lorsqu'elle découvrira que cette dernière a un cancer. Elle est prête à tout pour réussir et ne recule devant rien. Elle finira par accorder une chance à Sam mais leur relation tournera court car elle acceptera de servir de couverture médiatique en devenant la femme de son patron, afin de contrer les accusations homosexuelles envers Alejandro tout en boostant sa carrière de chanteuse. Pendant le mariage, Alejandro meurt, tué par un gang de jeunes. Sa carrière à l'eau, Carmen rencontre Sebastian dans la saison 2, un agent immobilier marié qui la loge dans les maisons en vente. À bout, elle le quitte pendant la saison 3, et n'a plus de foyer. Logée chez Marisol, elle travaille ensuite pour les Powell et y retrouve Sebastian, devenu l'agent immobilier des Powell.
Zoila Diaz
Zoila est la plus âgée des domestiques. Elle est au service de Geneviève Delatour depuis plusieurs années et lui est très fidèle. Elle travaille pour elle avec sa fille, Valentina, et prend soin de sa patronne qui est très capricieuse et qui ne veut surtout pas vieillir. Au début, Zoila n'aime pas lorsque Marisol arrive dans leur groupe et se met à poser un tas de question sur Flora, mais elle finit par s'adoucir et l'accepter dans leur groupe. Zoila était très amoureuse du frère de Mme Delatour et sa trahison l'a détruite. Pour elle, l'amour est impossible entre un homme riche et une bonne à tout faire, et c'est pour cela qu'elle s'inquiète lorsque Valentina lui dit aimer Rémi Delatour, le fils de Geneviève. Malgré son aspect froid, c'est une femme qui a bon cœur et qui est juste. Ayant découvert une liaison entre son mari et une autre femme, Zoila se sépare de lui dans la saison 2. Elle rencontre Javier, un chef-cuisinier d'un restaurant huppé et en tombe amoureuse. Cependant, après avoir passé une nuit avec Pablo, son ex-mari, elle tombe enceinte de lui. Pablo est tué lors de la fusillade du mariage de Rosie et Zoila porte son enfant. Javier la demande en mariage dans la saison 3, mais Zoila ne peut plus vivre avec ce secret. Elle décide de lui dire pendant la cérémonie du mariage, et Javier la quitte.
Valentina Diaz
Valentina est la fille de Zoila et travaille avec elle au service des Delatour afin de financer ses études. Elle est amoureuse du fils de Geneviève, Rémi Delatour, depuis qu'elle a douze ans. Elle va tout tenter pour lui montrer ses sentiments, sans hésiter à faire preuve de jalousie envers ses conquêtes. Sa relation avec Rémi rend celle de Zoila et Geneviève conflictuelle, puisque cette dernière l'approuve et l'aide, contrairement à sa mère. Valentina rêve depuis toujours de devenir styliste et économise pour pouvoir payer l'école dans les années à venir. À la suite d'un changement dans la vie de la jeune femme, sa mère décide d'utiliser une bague offerte par Mme Delatour pour payer les études. À la fin de la saison 1, Rémi demande à Valentina de l'accompagner en Afrique pour une mission humanitaire d'un an, mais cette requête sera contrecarrée par Zoila. Découvrant que le départ de Rémi est provoqué par Zoila, Valentina se dispute avec elle et fait ses bagages pour le rejoindre sans rien dire à personne. Elle revient d'Afrique, séparée de Remi dans la saison 2. Elle tombe amoureuse du fils d'Opal, Ethan Sinclair membre du gang terrorisant Beverly Hills. Cependant, Remi a tout mis en œuvre pour que Valentina lui revienne. Ils se marient dans la saison 3 et partent vivre pour New York.
Flora Hernandez (Saison 1)
Flora est la domestique des Powell. C'est elle qui est assassinée dans le premier épisode. Au fur et à mesure de la première saison, des éléments de sa vie et le mobile de son meurtre sont révélés. Il apparaît qu'elle était une prostituée d'Adrian Powell et qu'elle ne voulait qu'une chose : tomber enceinte d'un homme riche et le faire payer. Elle sortait avec Eddie Suarez, le fils de Marisol, tout en ayant en parallèle une liaison avec Rémi Delatour, le père de son enfant. Elle a été violée par Philippe Delatour, le père de Rémi et le deuxième mari de Geneviève.
Odessa Burakova (Saison 1)
Odessa est la domestique d'Alejandro Rubio. Elle est Russe et était autrefois danseuse professionnelle mais dut mettre fin à sa carrière à cause d'une blessure qui lui fit perdre une jambe. Elle éprouve une grande attirance pour Alejandro depuis des années mais celui-ci ne la remarque pas. Au début de la première saison, elle déteste Carmen mais lorsque cette dernière apprend qu'elle a un cancer, elle la soutient et elles finissent par devenir amies. Elle est hospitalisée quelque temps pour suivre son traitement et lorsqu'elle sort, elle apprend qu'Alejandro est en réalité homosexuel. Son amitié avec Carmen se termine quand elle découvre que celle-ci a accepté d'épouser Alejandro pour faire taire la presse à scandale.
Opal Sinclair (Saison 2)
Opal était la domestique de Nicholas Deering et Marisol. Elle a tué Dahlia, sa petite amie et l'épouse de Nicholas, et fait chanter celui-ci sur le crime qu'il a commis. Elle a un fils, Ethan, né d'un viol. Après que Marisol a effectué des recherches sur sa vie et ses actes, Opal déménage afin de recommencer une nouvelle vie, cependant lorsque Marisol découvre qu'elle a renversé Nicholas volontairement, Opal revient et essaie de tuer Marisol. Elle est arrêtée par son fils, Ethan, plein de dégoût envers elle et finit par se suicider.
Blanca Alvarez (Saison 3)
Étudiante originaire de l'Arizona, Blanca devient la domestique des Stappord grâce à Marisol. Dès ses premiers jours, elle est confrontée à des évènements étranges et nettoie le salon plein de sang sur les murs. Après avoir passé un arrangement avec Taylor Stappord, elle cherche à trouver la vérité auprès de sa fille adoptive, Katy. Blanca se fait enlever après le mariage de Zoila, et laisse son collier hérité des femmes de sa famille pour signaler sa disparition.

#### Les Delatour
Geneviève Delatour
Mme Delatour est l'employeur de Valentina et Zoila, qu'elle considère comme sa famille. C'est une femme adorable mais qui refuse de vieillir, bien que la soixantaine soit très proche, et qui collectionne les maris et les aventures sans lendemain, de peur de rester seule. On apprend qu'elle a eu 6 maris et qu'elle est restée en contact avec Philippe Delatour, son deuxième mari et père de leur fils Rémi. Elle vit dans une grande maison de Beverly Hills et ne travaille pas. Son argent est géré par un fiduciaire qui finit par le lui dérober avant de s'enfuir au Brunei, un pays sans accord d'extradition. De ce fait, elle va tout d'abord revoir Philippe pour lui demander une aide financière puis ira chercher activement un mari n°7 pour subvenir à ses besoins. Elle a une brève relation avec un homme rencontré lors d'une croisière mais lui ayant menti sur son âge et sa capacité à lui donner un fils, ils se sépareront. Après avoir appris que Rémi était à nouveau en cure de désintoxication, elle le rejoint pour le soutenir. Après cette épreuve, Philippe revient et la séduit à nouveau bien que Zoila montre clairement son désaccord. Geneviève, fleur bleue, accepte malgré tout sa demande en mariage et l'organise.
Rémi Delatour
Rémi est le fils de Geneviève et Philippe. C'est un étudiant en médecine qui revient vivre chez sa mère, sur le conseil de Valentina, afin qu'elle ne se sente pas trop seule, ce qui enchante les deux femmes. C'est un jeune homme attentionné mais au passé un peu difficile. En effet, on apprend qu'il a fait une cure de désintoxication lorsque Valentina avait 12 ans, et à cause de la pression subie avec ses cours il rechute et retourne en désintoxication après s'être confié à Valentina qui le dénoncera pour son bien. Il craque pour elle mais refuse de s'engager, de peur que la relation amicale entre Zoila et Geneviève ne devienne conflictuelle. Puis, laissant aller ses émotions, Rémi et Valentina se mettent officiellement en couple. Il rencontre ensuite le père de Valentina lors d'un dîner chez Zoila, dans le but de leur demander leur approbation concernant leur relation. On apprend par la suite qu'il est sorti avec Flora et qu'il est le père du bébé. Face à une situation familiale compliquée, il décide de partir en Afrique faire de l'humanitaire avec Médecins sans frontières. Il demande à Valentina de l'accompagner, et cette dernière accepte, mais Zoila supplie Rémi de partir seul afin que Valentina débute ses cours de stylisme.
Philippe Delatour
Philippe est le deuxième mari de Geneviève et le père de Rémi. C'est un homme fourbe, manipulateur et infidèle. Il ne peut s'empêcher de regarder les autres femmes et de les séduire. Il apparaît au milieu de la saison 1 et offre un tableau d'une valeur d'un million de dollars en échange d'une nuit à Geneviève, récemment ruinée par son gestionnaire de patrimoine qui s'est enfui avec tout son argent. Zoila contacte ensuite Philippe lorsqu'il faut renvoyer Rémi en désintoxication. Lors du retour de Rémi, il revient auprès de Geneviève et la demande en mariage pour la deuxième fois. Il se heurte à Zoila, qui ne l'apprécie pas et qui le lui fait bien savoir. Il s'avère être le client de Michael Stappord, et avoir tué Flora à la suite du chantage qu'elle lui faisait. C'est également lui qui l'a violée et il essaiera de faire tuer Marisol lorsqu'elle découvrira la vérité. Lorsqu'il apprend que c'est la femme de Michael qui a été touchée par la balle destinée à Marisol, il décide de s'enfuir après sa soirée de fiançailles qui se déroule chez les Powell. Lors de sa soirée de fiançailles avec Geneviève, Marisol et ses 3 amies font tout pour le faire avouer, mais leur opération est interrompue par Evelyn Powell, venue arrêter Marisol pour la faire sortir de chez elle. Cependant, Adrian Powell, fou de rage d'apprendre que Philippe est celui qui a tué Flora, l'assassine et fait passer sa mort pour un suicide.
Henri Mudge
Henri est le frère de Geneviève et l'oncle de Rémi. Il apparaît brièvement dans la première saison mais est mentionné plusieurs fois au cours des épisodes. Il avait une relation amoureuse avec Zoila lorsqu'ils avaient 19 ans et l'a quitté pour une femme de son rang social. Lorsqu'il vient rendre visite à sa sœur, il révèle qu'il s'est séparé de sa femme et qu'il essaie de reconquérir Zoila. Celle-ci se rend compte qu'il exagère avec elle et lui dit ses quatre vérités.

#### Les Powell
Evelyn Powell
Evelyn est l'épouse d'Adrian Powell, riche homme d'affaires californien, avec qui elle ne partage rien à part la colère. Cela est dû à la mort de Barrett Powell, leur jeune fils, renversé par la voiture du compagnon de Marisol Suarez, Nicholas Deering. Dans la saison 2, après une attaque à main armée dans leur maison lors d'une réception, son mari est devenu paranoïaque. Ils ont donc engagé un garde du corps du nom de Tony Bishara. Evelyn a commencé à avoir une liaison avec lui. Mais en réalité, Tony était un arnaqueur du nom de Amir Hassan. Il se faisait engager par des femmes riches, avait une liaison avec elles et les faisait chanter de tout révéler à leurs mari en échange d'argent. Mais Adrian l'a découvert et a payé Tony pour qu'il disparaisse sans qu'il lui brise le cœur. Dans la saison 3, elle découvre que son mari est fan du sadomasochisme mais au lieu de le quitter, elle veut le forcer à adopter un enfant. Elle réussit à ce que un enfant lui soit confié, un petit garçon qui s'appelle Dieon. Elle était très proche de lui, mais a cause d'un des coups foireux d'Adrian, Deion est parti vivre avec son père biologique, ce qui a poussé Evelyn à demander le divorce.
Adrian Powell
Adrian est l'époux d'Evelyn Powell. Il l'a trompée avec leur bonne, Flora Hernandez, qui a été assassinée par Philippe Delatour. Ce dernier fut assassiné à son tour par Adrian Powell avec la complicité d'Evelyn et des 4 héroïnes de la série, Marisol, Rosie, Zoila et Carmen. Dans la saison 1, il engage des prostituées pour coucher avec ses amis, filme tous leurs ébats et les regardent dans une pièce secrète. L'une des prostituées était Flora Hernandez. Dans la saison 2, après le braquage de leurs maisons lors d'une réception par des hommes armés, il commence à devenir paranoïaque alors il engage Tony Bishara, un garde du corps. Tony et sa femme ont eu une liaison, mais il a découvert que Tony s'appelait en réalité Amir Hassan, et que c'était un arnaqueur. Adrian l'a payé pour qu'il disparaisse de leurs vies. Dans la saison 3, il devient fan du sadomasochisme mais cela dégoute sa femme. Donc il demande à Carmen d'être sa dominatrice, ce qu'elle fait avec réticence jusqu'à ce qu'Evelyn découvre la vérité. Elle décide donc de forcer Adrian d'adopter un enfant. Après ça, Deion, un petit garçon, vient habiter chez eux et Evelyn devient très proche de lui mais à cause d'Adrian, le petit garçon part vivre chez son père biologique. Evelyn demande alors le divorce.
Barrett Powell
C'est le fils d'Evelyn et d'Adrian, il a été tué en 1999 quand il était enfant. Adrian reprochait sa mort à Evelyn car c'est elle qui le surveillait dans le parc quand il a été reversé par une voiture. Le conducteur qui l'a renversé est Nicholas Deering, un de leurs amis, c'était un accident mais il a pris la fuite. C'est Marisol qui a découvert la vérité.

#### Les Stappord
Michael Stappord
Michael est un avocat réputé qui est le mari de Taylor. Il était au départ marié à Olivia Rice, une célèbre designer mais il l'a quitté pour Taylor ce qu'elle a très mal pris et n'acceptait pas que son mariage soit fini. Lui et Taylor engagent Marisol comme bonne dans la saison 1. Il a été l'avocat de Philippe Delatour, l'assassin de Flora Hernandez, la bonne assassinée. Il connaissait le mobile et a découvert que Marisol n'était pas une bonne. Il a tout dit à Philippe qui a engagé un sniper pour tuer Marisol mais celui-ci s'est trompé et a tiré sur Taylor. Elle était enceinte à ce moment-là et elle a perdu le bébé. Après ça, Michael a dit tout la vérité à Marisol pour faire tomber Philippe. Ils ont après déménagé à Washington. Dans la saison 3, ils sont revenus avec une petite fille, Katy. Ils disent qu'elle a été adoptée en Argentine mais Rosie qui est devenue leurs nouvelle bonne, découvre que Katy vient du Mexique. Il a soupçonné sa femme d'avoir une liaison donc il a engagé Louie Becker, un des professeurs de tennis du country club de surveiller Taylor mais il se fait tuer par Sébastian Dussault, l'amant de Taylor. Il tuera ensuite Blanca Alvarez, la bonne des Stappord qui a vu le sang dans le salon et ensuite Michael lorsqu'il a pris tout le monde en otage.
Taylor Stappord
Taylor est l'épouse de Michael Stappord. Elle est plus jeune que son mari. Elle est originaire de l'Iowa et est venue à Los Angeles pour être actrice mais elle a fini stripteaseuse et c'est comme ça qu'elle a rencontré Michael qui était marié à l'époque. Il a divorcé de sa femme et s'est marié avec Taylor. Elle et Michael ont engagé Marisol comme bonne. Taylor est tombée enceinte car elle avait peur que Michael ait toujours des sentiments pour Olivia, son ex-femme. Après qu'elle s'est fait tirer dessus par le tueur à gages engagé par Philippe Delatour pour tuer Marisol, elle a perdu le bébé. Ils ont déménagé à Washington. Dans la saison 3, ils sont revenus avec une petite fille, Katy. Ils disent qu'elle a été adoptée en Argentine mais Rosie qui est devenue leur nouvelle bonne, découvre que Katy vient du Mexique. Elle a commencé à avoir une liaison avec Sébastian Dussault mais Michael a payé Louie Becker, un professeur de tennis du country club et prendre sa femme en flague. Ce qu'il fait mais Sébastian, le tue. Il tuera ensuite Blanca Alvarez, la bonne des Stappord qui a vu le sang dans le salon et ensuite Michael lorsqu'il a pris tout le monde en otage. Quand elle découvre que le cartel mexicain qui voulait tuer Katy a retrouver leur trace, elle s'enfuit avec sa fille sous une fausse identité.
Katy Stappord
Katy est la fille adoptive des Stappord. Elle est originaire du Mexique mais les Stappord disent qu'elle vient d'Argentine. En réalité, Katy s'appelle Violetta. Elle était la fille d'un journaliste mexicain assassiné par le même cartel pour qui travaillait Ernesto, le mari de Rosie. Elle a été témoin du meurtre et le cartel veut la faire taire. Après que le cartel ait retrouvé leur trace, elle s'enfuit avec Taylor en changeant d'identité. Très proche de Rosie lorsque celle-ci devient bonne chez les Stappord, Katy adopte son nom en tant qu'hommage lors de sa fuite avec sa mère.
Olivia Rice
C'est l'ex-femme de Michael. Celui-ci l'a quittée pour Taylor. Elle est toujours folle amoureuse de lui et déteste ouvertement Taylor à qui elle reproche d'avoir détruit sa vie. Quand elle découvre que Taylor est tombée enceinte de Michael, elle s'est pendue à un arbre dans le jardin de son ex-mari. Après ça, elle a compris que Michael avait toujours des sentiments pour elle mais il a déménagé avec Taylor à Washington. Dans la saison 3, quand elle a découvert que Michael est revenu, elle a engagé Sébastian Dussault pour qu'il ait une liaison avec Taylor comme ça Michael la quittera pour elle. Mais ça ne s'est pas passé comme prévu. Elle a donc simulé un cancer et Michael a failli retourner près d'elle mais Marisol a découvert la vérité. Michael l'a donc quittée, elle était en colère contre Marisol donc elle l'a attaquée avec un couteau mais elle a été neutralisée par Jesse, le petit ami de Marisol. Elle a été arrêtée par la police et envoyée dans un institut psychiatrique.

#### Les Westmore
Peri Westmore
Peri est une célèbre actrice de cinéma et la première femme de Spence. Elle était la patronne de Rosie. Elle était méchante avec son mari et le rabaissait tout le temps, surtout en ce qui concerne sa carrière. Elle avait une liaison avec un des acteurs avec qui elle jouait dans son film. C'est elle qui a fait venir Miguel, le fils de Rosie aux Etats-Unis pour lui faire une surprise mais quand elle découvre que Spence la trompe avec elle, Peri appelle les services de l'immigration pour renvoyer Rosie au Mexique. Mais quand Rosie obtient sa carte verte et que Spence demande le divorce, elle part vivre à Rome en Italie avec Tucker. Dans la saison 4, elle revient à Los Angeles mais elle se fait assassiner. Spence est soupçonné du meurtre et mis en prison. Mais le vrai tueur est Gail Flemming. Elle l'a tuée car le père de Gail est Hugh Metzger, un célèbre réalisateur qui a violé Peri.
Spence Westmore
Spence est le patron de Rosie. C'est un acteur d'une série télévisée pas très connue. Il est marié à Peri Westmore, une célèbre actrice qui le rabaisse tout le temps. Il a aussi un fils avec elle. Quand Peri a découvert que lui et Rosie avaient une liaison, elle a appelé les services de l'immigration pour renvoyer Rosie au Mexique. Mais quand Rosie obtient sa carte verte, Spence demande le divorce à Peri ce qu'elle prend mal. Elle décide donc de déménager avec Tucker à Rome. Spence le prend mal et il s'est mis à boire dans la saison 2. Dans la saison 3, il finit par épouser Rosie mais Ernesto, le mari de celle-ci qu'elle croyait disparu réapparait. Elle le quitte donc pour lui. Mais lorsqu'elle découvre qu'Ernesto faisait partie d'un cartel mexicain, elle retourne près de Spence. Mais celui-ci est agressé par un des membres du cartel et perd la mémoire. À ce moment-là, Peri, son ex-femme, lui fait croire qu'ils sont toujours mariés et qu'il est amoureux d'elle et pas de Rosie mais il retrouve la mémoire et se dispute violemment avec elle. Le même soir, elle est retrouvée morte et il est accusé du meurtre mais Rosie prouvera qu'il est innocent.

## Autour de la série
- En guise de clin d'œil, Roselyn Sánchez est apparue dans le tout dernier épisode de la série Desperate Housewives dans le rôle de Carmen Verde, la nouvelle jardinière des Solis. Il y a aussi un autre clin d’œil, Carmen se retrouve nue comme Susan Mayer. Toutes les deux venaient de prendre un bain et avaient comme seul habit une serviette de bain.
- De nombreux acteurs de la série ont également joué dans Desperate Housewives : Rebecca Wisocky, Melinda Page Hamilton, Matt Cedeno, Valerie Mahaffey, Richard Burgi, Andrea Parker, Dakin Matthews, Jeremy Glazer (en), Mark Deklin, Reggie Austin (en), Carla Jimenez (en), Alec Mapa, Justina Machado, Amy Pietz, Stephanie Faracy (en), Sam McMurray, Sharon Lawrence, James Denton et Eva Longoria ont joué les rôles respectivement de la mère de Bree, de sœur Mary Bernard, d'Umberto, d'Alma Hodge, de Karl Mayer, de Jane Carlson, du Révérend Sikes, de Jeffrey Mathers, de Bill Pearce, de Doug Perry, de Carmen Sanchez, de Vern, de Claudia Sanchez, de Madeline, de Miss Charlotte, de Father Dugan, de Maisy Gibbons, de Mike Delfino et de Gabrielle Solis dans Desperate Housewives.
- La première vidéo promotionnelle de la série est diffusée sur la chaîne Lifetime le 31 août 2012[46].
- L'épisode pilote fut disponible en avant première sur le site web de la chaîne Lifetime le 12 juin 2013[47].

## Controverses
Des critiques à l'égard de la série ont été formulées par des féministes et des journalistes membres de la communauté hispano et latino-américaine, notamment à cause du fait que des femmes hispaniques incarnent une fois de plus des domestiques, ce qui, pour certains, ne peut qu'entretenir les stéréotypes à l'égard de cette communauté. Une journaliste membre de cette communauté a déclaré : « Il y a vraiment quelque chose qui ne va pas avec une industrie du divertissement américaine qui ne cesse de dire aux femmes Latinas que c'est tout ce qu'elles peuvent être et qu'elles ne seront jamais plus que cela. » Toute la question est de savoir si cette production télévisuelle « entretient » ou bien si elle dénonce cet état de fait. Les défenseurs de Devious Maids rappellent qu'il s'agit d'une adaptation d'une série mexicaine conçue par trois producteurs dont la femme mexicaine Gloria Calzada. Ça serait donc elle qui « entretiendrait des stéréotypes » racistes anti-mexicains ? Eva Longoria, productrice déléguée de la série, Latina elle-même et militante anti-raciste, a répondu aux détracteurs de la série : « Je suis fière du fait que ces personnages ne sont pas unidimensionnels ou limités à leur travail. Puisque la minorité devient la majorité et que les États-Unis deviennent plus diversifiés, il est important que les protagonistes à la télévision incarnent cette diversité ».

## Audiences

### Aux États-Unis
Le 23 avril 2013, Lifetime diffuse l’épisode pilote, qui réalise un démarrage décevant en rassemblant 1,99 million de téléspectateurs avec un taux de 0,7 % sur les 18-49 ans. Au fil des semaines les audiences ne cessent de progresser jusqu'au final qui réalise le record d'audience de la saison en réunissant 2,95 millions de téléspectateurs. Cette première saison réunit en moyenne 2,5 millions de téléspectateurs.

### En France
Sur Téva, le premier épisode de la série a réalisé une audience de 300 000 téléspectateurs. Il s’agit d’un record d’audience pour un lancement de série sur cette chaine câblée française.
Sur M6, la série peine à trouver son public avec en moyenne seulement 1,2 million de téléspectateurs (7,5 % de part d'audience) pour les 4 premiers épisodes de la série.
Les semaines suivantes, l'audience ne décolle pas et reste aux alentours des 7 % de part de marché, un score très faible pour la chaîne.